# Гевко Ігор Васильович
Ігор Васильович Гевко (нар. 17 липня 1974, с. Нижчі Луб'янки, Україна) — український учитель, доктор педагогічних наук (2017), професор (2019), заслужений працівник освіти України (2022).

## Життєпис
Ігор Гевко народився 17 липня 1974 року у селі Нижчих Луб'янка, нині Збаразької громади Тернопільського району Тернопільської области України.
Закінчив Тернопільський державний педагогічний інститут (1996). Працював учителем Великоберезовицької загальноосвітньої школи Тернопільського району (1996—2005). Від 2005 — в Тернопільському національному педагогічному університеті імені Володимира Гнатюка: науковий співробітник держбюджетної теми № 95-Б (2005—2006); асистент катедри трудового навчання (2005), доцент (2012) катедри технологічної освіти, заступник декана інженерно-педагогічного факультету (2011—2017); завідувач (2017—2020), професор (2019) катедри комп'ютерних технологій, відповідальний секретар приймальної комісії, проректор з навчально-методичної роботи (від 2021).
Член Всеукраїнської асоціації наукових і практичних працівників технологічної освіти (2014), Спілки освітян Тернопільщини (2015), ГО «Інноваційний університет» (2019), наукової ради Українського дослідницького соціального консорціуму (2021).

## Доробок
Автор 150 публікацій, 7 монографій, 12 посібників.